# George M. Gosman
George M. Gosman (* 19. Oktober 1893 in Lima, Beaverhead County, Montana; † 1. September 1981 in Dillon, Montana) war ein US-amerikanischer Politiker. Zwischen 1953 und 1957 war er Vizegouverneur des Bundesstaates Montana.
Über die Jugend und Schulausbildung von George Gosman ist nichts überliefert. Auch über seinen Werdegang jenseits der Politik gibt es in den Quellen keine Angaben. Während des Ersten Weltkrieges diente er in der United States Army. Politisch war er Mitglied der Republikanischen Partei. Zwischen 1945 und 1951 saß er im Senat von Montana. 1952 wurde er an der Seite von J. Hugo Aronson zum Vizegouverneur seines Staates gewählt. Dieses Amt bekleidete er zwischen 1953 und 1957. Dabei war er Stellvertreter des Gouverneurs und Vorsitzender des Staatssenats. Nach seiner Zeit als Vizegouverneur ist er politisch nicht mehr in Erscheinung getreten. Er starb am 1. September 1981 in Dillon, wo er auch beigesetzt wurde.